# Pranas Kuconis
Pranas Kuconis (* 6. Juni 1961 im Rajon Kaišiadorys, Litauische SSR) ist ein litauischer Jurist und Kriminalist, ehemaliger Verfassungsrichter.

## Leben
1984 absolvierte Pranas Kuconis das Diplomstudium und promovierte an der Vilniaus universitetas. Von 1984 bis 1986 war er Hochschullehrer und Dozent für Strafverfahrensrecht, Justizinstitutionen und Kriminalistik. Von 1991 bis 1993 war er Vernehmer im Vernehmungsdepartement am litauischen Innenministerium, von 1993 bis 1997 Leiter der Unterabteilung im Lietuvos teismo ekspertizės institutas, stellvertretender Direktor und Direktor, ab Dezember 1997 Richter im Lietuvos Aukščiausiasis Teismas und von 2008 bis 2017 Richter im Konstitucinis Teismas.
Kuconis ist Mitautor des Kommentars des litauischen Strafprozessgesetzbuchs.